# Historické památky Novgorodu a okolí
Historické památky Novgorodu a okolí (rusky Исторические памятники Новгорода и окрестностей) je souhrnný název, pod kterým UNESCO roku 1992 zaneslo na seznam světového dědictví středověké architektonické památky města Novgorod (od roku 1999 Veliký Novgorod).

## Význam
Město Novgorod, poprvé písemně zmiňované již v 9. století, leželo na obchodních cestách směřujících z Pobaltí a Skandinávie do střední Asie a Byzantské říše.
Historické památky Novgorodu a okolí mají přímou souvislost s formováním Kyjevské Rusi v 9. - 10. století. Městská aristokracie, která vládla městské republice skrze lidové shromáždění věče, pozvala ze Švédska dynastii Rurikovců, která vládla ruským zemím více než 700 let.
Díky místním archijerejům se Novgorod stal jedním z nejstarších a nejdůležitějších center ruského umění a ruské kultury vůbec. Nejstarší ruské staroslověnské rukopisy (11. stol.) vznikly právě v Novgorodu, včetně vlastní historiografie (12. století) a prvního kompletního překladu Nového a Starého zákona do staroslověnštiny. Novgorod je místem zrodu architektonického stylu staroruských kamenných staveb a také jedné z nejstarších ruských malířských škol. Působil zde například Theofanés Řek, učilel slavného ikonopisce Andreje Rubleva.
Většina historických památek je spojena s Novgorodskou republikou (12. - 15. stol.), která byla sama o sobě unikátním fenoménem středověkého Ruska.
Mimořádné archeologické a kulturní vrstvy Novgorodu z 10. - 17. století zahrnují území okolo 347 ha a sahají do hloubky 7-8 m. Unikátní jsou tím, že díky vlhkému prostředí a nepřístupu vzduchu uchovávají také organické materiály.

### Kritéria pro zápis na seznam světového dědictví
- Kritérium I: Významné kulturní centrum, místo zrodu architektonického stylu staroruských kamenných staveb a jedné z nejstarších ruských malířských škol. Město Novgorod ovlivnilo vývoj ruského umění ve středověku.
- Kritérium IV: Vzhledem k velkému množství dochovaných památek v Novgorodu je město doslova galerií ruské architektury středověku a pozdějších období (11. - 19. století). Tyto památky samy o sobě ilustrují vývoj ruského stavitelství.
- Kritérium VI: Novgorod byl jedním z hlavních center ruské kultury a duchovnosti, což dokládají jeho památky a jiné poklady.[1]

## Přehled objektů
| Číslo   | Obrázek | Český název                                                           | Původní název                                                         |
| ------- | ------- | --------------------------------------------------------------------- | --------------------------------------------------------------------- |
| 604-001 |         | Novgorodský dětinec a přilehlá část města                             | Новгородский Детинец с прилегающей частью города                      |
| 604-002 |         | Jaroslavův dvorec, Znamenský chrám a přilehlá část města              | Ярославово Дворище, Знаменский собор и прилегающая часть города       |
| 604-003 |         | Zvěrin-pokrovský klášter a okolí                                      | Зверин-Покровский монастырь и окрестности                             |
| 604-004 |         | Klášter svatého Antonína                                              | Антониев монастырь                                                    |
| 604-005 |         | Chrám narození Páně na Krásném poli                                   | Церковь Рождества Христова на Красном поле                            |
| 604-006 |         | Chrám Spas na Něredici                                                | Церковь Спаса на Нередице                                             |
| 604-007 |         | Zbytky Chrámu Zvěstování na hradišti                                  | Остатки церкви Благовещения на Городище                               |
| 604-008 |         | Peryňská poustevna                                                    | Перынский скит                                                        |
| 604-009 |         | Klášter svatého Jiří                                                  | Юрьев монастырь                                                       |
| 604-010 |         | Chrám svatého Jana Almužníka na Mjačině a Chrám Zvěstování na Mjačině | Церковь Иоанна Милостивого на Мячине и Церковь Благовещения на Мячине |
| 604-011 |         | Chrám Petra a Pavla na Sýkorčím vrchu                                 | Церковь Петра и Павла на Синичьей горе                                |